# Pizzicatopolka
De Pizzicatopolka is een compositie van de walsenkoning Johann Strauss jr. en zijn broer Josef Strauss. Deze polka is geschreven voor strijkinstrumenten, waarbij uitsluitend pizzicato wordt gespeeld.
De opgewekte polka werd in de zomer van 1869 door beide broers gecomponeerd. De gelegenheid van de compositie was het werven van klanten voor treinreizen vanuit Sint-Petersburg, alwaar een nieuwe spoorbaan was aangelegd. Door zijn mateloze populariteit wist Johann Strauss jr. volle treinen te trekken.
In het stuk wordt het polkathema steeds herhaald waarbij variaties de revue passeren. Door het enkel en alleen gebruiken van pizzicato krijgt de polka een luchtig sfeertje mee.